# Chemins de fer vicinaux du Jura

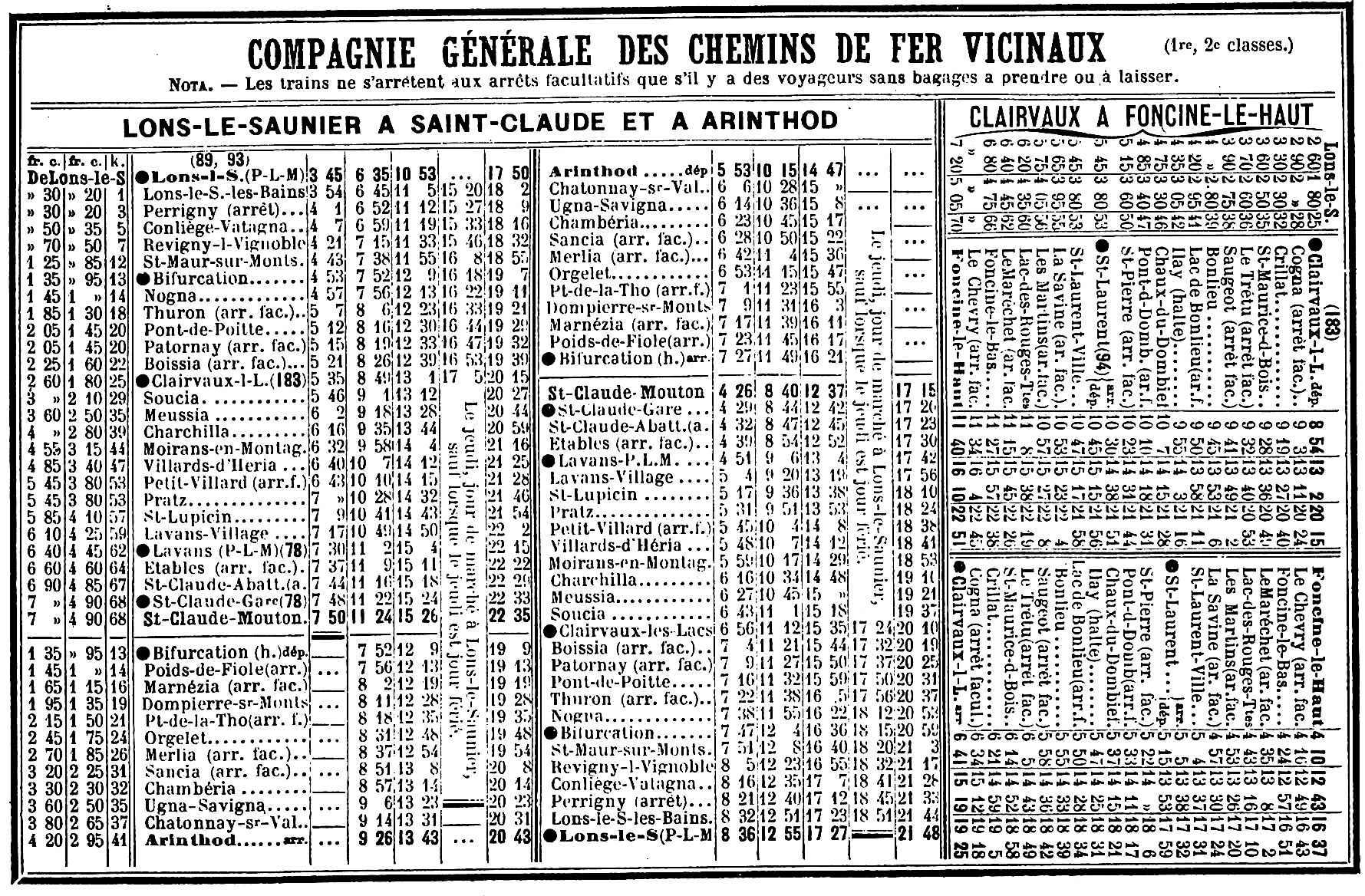
Fahrplanauszug aus dem Mai 1914

Die Chemins de fer vicinaux du Jura waren ein Netz meterspuriger Bahnen im französischen Département Jura. Die Konzessionärin des 193 km langen Streckennetzes zwischen den Städten Lons-le-Saunier, Saint-Claude und Champagnole hieß Compagnie Générale des Chemins de fer Vicinaux. Die Bauarbeiten wurden 1895/96 durchgeführt und der Betrieb 1898–1927 schrittweise aufgenommen. 1927 wurde ein Teil des Netzes mit der Nennspannung von 1,5 kV elektrifiziert. Die Betriebseinstellung folgte etappenweise von 1938 bis 1950.